# 375 Pearl Street
375 Pearl Street, también conocido como el Edificio Verizon y One Brooklyn Bridge Plaza, es un edificio de 32 plantas que opera como central telefónica al final de Manhattan junto al puente de Brooklyn.
El edificio, que aparece sin ventanas pero tiene ranuras de 0,91 metros (algunas con cristal) recorriendo el edificio, aparece en la mayoría de las fotografías del puente desde el lado de Brooklyn. Las operaciones de Verizon incluyen un sistema de conmutación pequeño DMS-100 y un sistema de supervisión de conmutación. El código CLLI, como identificación en la industria de las telecomunicaciones, es NYCMNYPS.
En 2016, el edificio fue remodelado.

## Historia
Cuando se inauguró en 1975 para la New York Telephone Company, el crítico de arquitectura del New York Times, Paul Goldberger, lo denunció como el más preocupante de los nuevos centros de conmutación de la compañía telefónica, ya que sobrepasa las torres del puente de Brooklyn, empuja un barrio residencial a la sombra y da un tono de absoluta banalidad.
El edificio tuvo un papel importante en la recuperación del servicio del departamento de policía en los atentados del 11 de septiembre de 2001.
En septiembre de 2007 se anunció que Taconic Partners compró el edificio a Verizon. Verizon subarrendó las plantas 8, 9 y 10. Taconic compró el edificio de 102.000 metros cuadrados por 172,05 millones de dólares, que ascendió a 185 millones de dólares por metro cuadrado cuando la propiedad se estaba vendiendo en Manhattan por 500 millones de dólares por metro cuadrado. Otras características que llaman la atención del edificio son sus techos de 5,2 metros y sus plantas de 39.000 metros cuadrados, así como los derechos del nombre. El logotipo de Verizon actualmente encabeza el edificio.
Taconic había anunciado planes para cambiar dramáticamente la fachada en la que un muro cortina diseñado por  Cook & Fox se iba a construir. The New York Times comunicando la noticia escribió:

Paul E. Pariser co-presidente ejecutivo de Taconic, dijo que un reportero le había dicho: 'Señor Pariser, tiene un reto hecho para usted, convertir un lavavajillas en un edificio de oficinas'. Me gusta ese desafío.

A principios de junio de 2011, Sabey Data Center Properties, la mayor compañía privada desarrolladora, propietaria y operadora de centros de datos en Estados Unidos, compró la escritura en lugar de la ejecución hipotecaria del banco M & T por 120 millones de dólares, bastante menos de lo que Taconic había pagado unos años antes. Sabey tiene intención de volver a desarrollar la propiedad como un importante centro de datos de Manhattan y tecnología de la construcción. El edificio es ahora conocido como Intergate.Manhattan.
A medida que los pocos grandes centros de datos existentes y housing en Manhattan están a punto de sobrepasar la capacidad de espacio, perspectivas de energía y refrigeración, consideramos al 375 Pearl como un activo en una posición única para ofrecer un entorno de clase mundial de computación para aquellos usuarios con centros de datos en la isla, dijo Chris Trapp, vicepresidente de adquisiciones y arrendamientos de Sabey. El edificio tiene todos los huesos-una gran cantidad de energía, una estructura especialmente diseñada y enormes perspectivas desde el punto de vista de la conectividad.
El 3 de abril de 2012, la versión en línea inglesa del Daily Telegraph mostró al 375 Pearl Street en la posición número 20 de la lista de edificios más feos del mundo.